# Кништедт, Георг
Георг Александр Фриц Кништедт (нем. Georg Alexander Fritz Kniestädt; 20 июня 1895, Берлин — 4 июня 1948, Берлин) — немецкий скрипач.
Окончил Консерваторию Штерна. С 1912 года играл в оркестре Берлинской придворной (затем государственной) оперы, с 1924 г. концертмейстер первых скрипок. Одновременно выступал как ансамблист, сперва вторая скрипка в струнном квартете Густава Хавемана, в составе которого в 1921 г. участвовал в первом Фестивале новейшей музыки в Донауэшингене, исполнив, в частности, две премьеры: Серенады Op. 4 Эрнста Кшенека (с кларнетистом Филиппом Драйсбахом) и струнного квартета Op. 4 Алоиса Габы. Квартет Хавемана с участием Кништедта также исполнил в 1923 году в Зальцбурге струнный квартет Альбана Берга — это, видимо, не была премьера, но произведение Берга впервые получило благодаря этому концерту широкий резонанс. Затем с 1932 г. во главе собственного струнного квартета, возглавлял также камерный оркестр Берлинской оперы.
Записал Четвёртый концерт Вольфганга Амадея Моцарта с оркестром Берлинской оперы (дирижёр Генрих Штайнер), ряд камерных сочинений.
В годы нацистского режима состоял в СС, был близок к Генриху Гиммлеру. Вследствие этого после окончания Второй мировой войны концертная деятельность Кништедта полностью прекратилась.